# Остров Гривы
Остров Гривы — деревня в Холмогорском районе Архангельской области.

## География
Находится в центральной части Архангельской области на расстоянии приблизительно 31 км на запад-северо-запад по прямой от районного центра села Холмогоры в северной части одноименного острова в пойме реки Северная Двина.

## История
В 1859 году здесь (тогда деревня Архангельского уезда Архангельской губернии) было учтено 8 дворов, в 1905 — 10. До 2022 года входила в Кехотское сельское поселение до его упразднения.

## Население
Численность населения: 62 человека (1859 год), 62 (1905), 18 (русские 100 %) в 2002 году, 13 в 2010.